# Fudbalski klub Crvena zvezda 2006-2007
Questa voce raccoglie le informazioni riguardanti il Fudbalski klub Crvena zvezda nelle competizioni ufficiali della stagione 2006-2007.

## Rosa
| N. |                    | Ruolo | Calciatore          |
| -- | ------------------ | ----- | ------------------- |
| 1  | Serbia (bandiera)  | P     | Ivan Randjelovic    |
| 31 | Serbia (bandiera)  | P     | Sasa Radivojevic    |
| 22 | Serbia (bandiera)  | P     | Zoran Banović       |
| 24 | Serbia (bandiera)  | D     | Bojan Miladinovic   |
| 15 | Serbia (bandiera)  | D     | Nebojša Joksimovič  |
| 21 | Senegal (bandiera) | D     | Ibrahima Gueye      |
| 19 | Serbia (bandiera)  | D     | Milos Bajalica      |
| 13 | Serbia (bandiera)  | D     | Djordje Tutoric     |
| 6  | Serbia (bandiera)  | D     | Vladimir Djordjevic |
| 3  | Serbia (bandiera)  | D     | Dusan Andjelkovic   |
| 30 | Serbia (bandiera)  | D     | Dušan Basta         |
| 4  | Serbia (bandiera)  | D     | Aleksandar Pantic   |
| 35 | Ecuador (bandiera) | C     | Segundo Castillo    |

| N. |                       | Ruolo | Calciatore          |
| -- | --------------------- | ----- | ------------------- |
| 17 | Bulgaria (bandiera)   | C     | Blagoj Georgiev     |
| 7  | Serbia (bandiera)     | C     | Nenad Milijaš       |
| 32 | Serbia (bandiera)     | C     | Dejan Milovanović   |
| 5  | Serbia (bandiera)     | C     | Nikola Trajković    |
| 11 | Serbia (bandiera)     | C     | Marko Perović       |
| 14 | Serbia (bandiera)     | C     | Aleksandar Trišović |
| 10 | Montenegro (bandiera) | C     | Igor Burzanović     |
| 26 | Serbia (bandiera)     | C     | Nenad Srećković     |
| 8  | Serbia (bandiera)     | C     | Ognjen Koroman      |
| 18 | Brasile (bandiera)    | A     | Ely Tadeu           |
| 20 | Montenegro (bandiera) | A     | Milan Purović       |
| 9  | Serbia (bandiera)     | A     | Dusan Djokic        |
| 27 | Serbia (bandiera)     | A     | Milanko Raskovic    |